# جورج هايوود
جورج هايوود (بالإنجليزية: George Haywood)‏ (11 ديسمبر 1906 في المملكة المتحدة - 25 يناير 1992 في المملكة المتحدة) هو لاعب كرة قدم بريطاني (وحمل سابقاً جنسية المملكة المتحدة لبريطانيا العظمى وأيرلندا) في مركز الهجوم. لعب مع برمنغهام سيتي ونادي تشيسترفيلد ونادي ساوثبورت وGresley Rovers F.C. ‏ وCradley Heath F.C. ‏.